# La maldición del punto negro
La maldición del punto negro (The Curse of the Black Spot) es el tercer episodio de la sexta temporada moderna de la serie británica de ciencia ficción Doctor Who, emitido originalmente el 7 de mayo de 2011.

## Argumento
Siguiendo una señal de socorro, la TARDIS aterriza a bordo de un barco pirata del siglo XVII varado en mitad de un océano en calma. La tripulación de la nave está siendo aterrorizada por una criatura similar a una sirena (Lily Cole), que marca a la gente con puntos negros en las palmas después de que se lastiman. Su canción entonces coloca a las víctimas en un estado de trance, haciéndoles querer ir con ella, y ella desintegrándoles al primer contacto. Rory Williams (Arthur Darvill) se corta durante una escaramuza con los piratas, y el punto negro aparece en su mano. Amy Pond (Karen Gillian) y el Undécimo Doctor (Matt Smith) le impiden sucumbir a la canción de la sirena.
Suponiendo que la sirena usa el agua como portal, el Doctor les da instrucciones a todos de que se refugien en el almacén del barco, que está seco. Allí, encuentran a Toby Avery (Oscar Lloyd), hijo del capitán del barco, Henry Every (Hugh Bonneville), que se metió de polizón en el barco tras la muerte de su madre, sin saber de la vida criminal de su padre. Él también tiene un punto negro porque tiene fiebre. Intentando escapar, el Doctor y Avery suben a bordo de la TARDIS, pero encuentran que está actuando erráticamente, y se ven obligados a evacuarla, desmaterializándose sola ante ellos. Después de que otro tripulante sucumba ante la sirena en la habitación seca, el Doctor se da cuenta de que lo que ella está usando en realidad es los reflejos. Así, se deshacen de cualquier carga con superficies reflectantes, incluido el tesoro robado del barco.
Cuando comienza una tormenta, los que quedan en el barco intentan zarpar. Toby deja caer una corona pulida mientras le trae a su padre un abrigo. La sirena aparece y se lleva a Toby. Pronto, Rory cae al océano, y el Doctor racionaliza que la sirena ha mostrado inteligencia y se hará con Rory antes de que se ahogue. Creyendo que las víctimas no están muertas, el Doctor convence a Avery y Amy de que se pinchen ellos mismos. Las sospechas del Doctor se confirman cuando descubren que el toque de la sirena es en realidad un teletransporte a una nave espacial alienígena, invisible, en el mismo punto donde está el barco.
El Doctor encuentra los cadáveres de los antiguos tripulantes de la nave, que murieron hace tiempo por un virus humano. Entonces encuentran una enfermería en la que está bajo cuidado la tripulación completa de Avery, incluidos Toby y Rory. La sirena resulta ser el programa informático de medicina de emergencia de la nave, que está cuidando de los humanos heridos; los puntos negros son muestras de tejido que utiliza como referencia. Amy convence a la sirena de que deje a Rory a su cuidado. Usando los conocimientos de enfermería de Rory, Amy y el Doctor le retiran del soporte vital y logran resucitarle. Mientras tanto, Avery, cuyo hijo tiene una enfermedad incurable en esa época y necesita el soporte vital de la sirena para seguir viviendo, decide quedarse con su hijo y su tripulación en la nave espacial, tomando el mando de la nave y decidiendo partir a explorar las estrellas.

### Continuidad
El pirata histórico Henry Avery se mencionó por primera vez en el serial de 1966 The Smugglers, que habla de la búsqueda del "oro de Avery". El episodio reafirma los arcos argumentales de la temporada: Amy y Rory expresan preocupación por la muerte futura del Doctor, Madame Kovarian se aparece brevemente a Amy, y el Doctor usa el escáner de la TARDIS para hacer un test de embarazo a Amy, cuyos resultados siguen siendo confusos.

## Producción
En enero de 2011, se anunció que el actor de Downton Abbey, Hugh Bonneville, haría una aparición como invitado interpretando a un "capitan pirata" en un episodio de la sexta temporada de Doctor Who. Matt Smith y Karen Gillan pensaron que trabajar con él fue "una gran diversión". Después, en febrero de 2011, se anunció que la actriz y modelo Lily Cole interpretaría a una criatura marina. Los productores buscaban a una actriz que fuera "hermosa", "llamativa" y aun así en cierto modo "inquietante". Cole fue una de las primeras opciones, y aceptó el papel cuando se lo propusieron.
El autor del episodio fue Stephen Thompson. Los productores querían desarrollar un episodio de Doctor Who ambientado en "alta mar". También se hizo para permitir al Doctor y sus acompañantes "relajarse y divertirse un poco". Como la temática era de piratas, los productores quisieron incluir tantos elementos de la ficción piratesca como fuera posible, incluyendo tesoros, motines, un pequeño polizón, pasar por la plancha, tormentas, espadas y un pirata de "buen corazón" que "no es verdaderamente malo". Originalmente, La maldición del punto negro iba a ser el noveno episodio de la temporada, pero se movió al tercer lugar ya que el productor ejecutivo Steven Moffat se dio cuenta de que la primera parte de la temporada era demasiado oscura.

## Emisión y recepción
Las mediciones nocturnas de audiencia fueron de 6,21 millones de espectadores, 800.000 más que el episodio anterior. Las mediciones definitivas fueron de 7,85 millones de espectadores y un 35,5% de share. Fue el segundo programa más visto de la noche, sólo superado por Britain's Got Talent. La puntuación de apreciación fue de 86, considerado "excelente".
Generalmente, tuvo críticas mezcladas. Dan Martin de The Guardian pensó que el episodio fue "un poco anticlimax" en comparación con los dos episodios anteriores, y pensó que fue "un agradable recorrido a la antigua usanza lleno de algunas grandes ideas y momentos adorables", de forma muy parecida a los episodios clásicos. Alabó a Lily Cole como la sirena, pero criticó el personaje de Avery. Más tarde lo calificó como el peor episodio de la temporada, sin contar en su clasificación La boda de River Song, que todavía no se había emitido cuando la hizo. Matt Risley de IGN le dio en conjunto una puntuación "buena" de 7 sobre 10, admitiendo que había "algunas frases geniales" y el giro de "piratas espaciales" al final fue "un giro de ciencia ficción refrescante en el argumento hasta ahora asentado en el género", pero criticó a la sirena por faltarle las cualidades para convertirse "en una villana creíble y aterradora de Who".
Gavin Fuller del Daily Telegraph no encontraron el episodio suficientemente creíble, citando la interpretación de Bonneville diciendo que "no convenció como un asesino codicioso y sin escrupulos, a pesar de lo que su tripulación decía de él", y que si la tripulación hubiera sido "más repugnante", le hubieran dado más potencial a la amenaza de la sirena. Fuller pensó que Cole hizo "un trabajo suficientemente decente", diciendo que la sirena fue "lo mejor realizado" del episodio, "sólo ligeramente por encima de Karen Gillan que tenía una apariencia muy atractiva vestida de pirata". Simon Brew de Den of Geek comenzó comparando el episodio con los cliffhangers "masivos e intrigantes" de Lost, "saltando después a otras cosas mucho menos interesantes", diciendo que la escena de regeneración de la niña en El día de la luna se quedó sin resolver. Sin embargo, "aun así se disfrutó" de La maldición del punto negro, reaccionando positivamente ante la producción y la revelación de los puntos negros. Nick Setchfield de SFX opinó que los puntos fuertes del episodio fueron que estuvo "lleno de atmósfera estremecedoramente marina" y que el Doctor no estuvo "en posesión instantánea de todos los hechos, sino que recompone sus ideas según se van desarrollando los acontecimientos". Sin embargo, se mostró crítico con la historia, diciendo que "piratas y Who deberían ser una mezcla tan combustiva como la pólvora y un arma de fuego, pero este gruñido de grog cae fuera de esta promesa".
Morgan Jeffery de Digital Spy escribió: "siguiendo desde esa apertura en dos partes que cambió el juego, Doctor Who esta semana nos trae un auténtico cambio de aires, con una secuencia precréditos de humor cambiante que nos prepara para una aventura mucho más tradicional". Jeffery alabó la interpretación de Bonneville, pero criticó el papel de Cole, ya que no tuvo "mucho que hacer más que flotar por ahí y mostrarse etérea", pero añadió que "el modelo inglés realmente busca el papel, con efectos especiales muy buenos que ayudan a su interpretación como la hermosa pero inquietante sirena". Jeffery también pensó que la resucitación de Rory por parte de Amy estuvo "bien interpretada tanto por Karen Gillan como por Arthur Darvill", pero criticó a la serie por las numerosas "muertes de Rory", comparándole negatiamente con Kenny de South Park. Jeffery le dio al episodio 3 estrellas sobre 5 por ser ligeramente decepcionante respecto a los dos episodios anteriores.